# كوروش زارعي
كوروش زارعي (1971، ميناب) ممثل مسرح إيراني ومخرج مسرحي وأمين عام مهرجان فجر المسرحي.

## سيرة
حصل على بكالوريوس في الفنون التمثيلة، بدأ مشواره الفني عام 1989 ميلادي من خشبه المسرح

## جوائز وتكريمات
- ومهرجان طريق الحرير في ألمانيا [بحاجة لمصدر]
- راتوس في تركيا[بحاجة لمصدر]
- تكريم الدورة الثالثة للمهرجان الدولي للمسرح المحترف 4/4 بجندوبة.[3][4]

## أعمال

### مسلسلات
- مسلسل يوسف الصديق في دور لاوي

### مسرحيات
- الموت في الخريف
- غريب الشام
- شموس لا تغيب
- جابر ابن حيان

## أفلام
- امبراطور الجحيم للمخرج برويز شيخ طادي[5]